# Rezerwat przyrody Żółwia Błoć
Rezerwat przyrody Żółwia Błoć – torfowiskowy rezerwat przyrody położony na terenie gminy Goleniów w powiecie goleniowskim (województwo zachodniopomorskie).
Obszar chroniony utworzony został 4 sierpnia 2010 r. na podstawie Zarządzenia Nr 11/2010 Regionalnego Dyrektora Ochrony Środowiska w Szczecinie z dnia 22 marca 2010 r. w sprawie uznania za rezerwat przyrody „Żółwia Błoć” (Dz. Urz. Woj. Zach. z dnia 20 lipca 2010 r. Nr 70, poz. 1289). Wziął swoją nazwę od pobliskiej miejscowości Żółwia Błoć.

## Położenie
Rezerwat ma powierzchnię 15,14 ha (akt powołujący podawał 15,13 ha), w całości znajdującą się pod ochroną czynną. Jest otoczony przez otulinę o powierzchni 88,55 ha (akt powołujący podawał 88,62 ha). Obejmuje on tereny nadleśnictwa Goleniów (wydzielenia leśne 585 f, 585 i, 586k, 586r, 586j, 586 ~c, 614c, 614 ~g), co odpowiada obrębowi ewidencyjnemu Niedamierz (dz. ew. nr 585, 586, 612). W części leży w granicach specjalnego obszaru ochrony siedlisk „Ostoja Goleniowska” PLH320013. Składa się z dwóch części obejmujących dawne jeziora, przekształcone w torfowiska.
Najbliższymi miejscowościami są Niedamierz (ok. 0,5 km na południe), Bodzęcin (ok. 3 km na wschód) i Niewiadowo (ok. 2,5 km na północny wschód). W pobliżu zlokalizowana jest trasa rowerowa, a w bezpośrednim sąsiedztwie rezerwatu – parking zaopatrzony w wiatę oraz stoły i ławy.

## Charakterystyka
Celem ochrony rezerwatowej jest „zachowanie cennych zbiorowisk roślinnych charakterystycznych dla torfowisk wysokich i przejściowych oraz ochrona bogatej flory torfowców, innych mchów i charakterystycznej dla mszarów flory naczyniowej”. Ochronie podlega także roślinność typu atlantyckiego, występująca tu na granicy swego zasięgu.